# Mehmet Kartal
Mehmet Kartal (ur. 1936, zm. marzec 2005) – turecki zapaśnik walczący w stylu wolnym. Mistrz świata w 1957. Triumfator igrzysk śródziemnomorskich w 1959 roku.